# Миньяно Гарсия, Хосе Луис
Хосе Луис Миньяно Гарсия (исп. José Luis Miñano García; 22 мая 1987, Аликанте) — испанский футболист, центральный полузащитник клуба «Ла-Нусия».

## Карьера
Начинал карьеру в «Аликанте». В 22 летнем возрасте перешёл в кантеру «Валенсии». Так же выступал в Сегунде-Б за «Уракан Валенсия».
Летом 2013 года на правах свободного агента перешёл в белорусский «Торпедо-БелАЗ». В матче 1/16 Кубка Беларуси против «Звезды-БГУ», на 71-й минуте отметился первым голом за новую команду.
Полузащитник провел за «Торпедо-БелАЗ» 22 игры в национальных первенствах — по одиннадцать в сезоне-2013 и сезоне-2014, отметившись одним голом и одной результативной передачей.